# 防御率 (ゴールキーパー)
防御率（ぼうぎょりつ、英: Goals Against Average, GAA）は、サッカー、アイスホッケー、水球、ラクロス、ホッケーなどのゴールキーパー（GK）が置かれる競技において、GKの成績を表すために使用される数値である。「そのGKが1試合を通して出場した場合の失点数の平均」で定義される。
例えば1試合90分のサッカーにおいて、30分間（1試合の1/3）だけ出場したGKが1点を取られた場合、その試合を通して出場すればその3倍の3点を取られる計算になるため、防御率は3.00になる。一般的な計算式としては下記のようになる。
　(その選手が出場している間の失点数)×(その競技の1試合あたりの時間)÷(その選手の総出場時間)

## 各競技の平均的な防御率
平均的な防御率の数値は競技や試合のレベルによって異なる。さらに、同じ競技のトップレベルの試合でも、時代による戦術の流行によって防御率の平均値は大きく変わってくる。
- 2012年度のJリーグ（ディビジョン1）の平均防御率は1.45であった。1993年から2012年までのJ（J1）リーグ通算記録で見たときに、1を切っているのはアルノ・ヴァンズワム（0.89）のみであり、サッカーにおいて防御率が1を切る（1試合で取られる点数が1点以下）というのは、GKにとって一つの勲章と言える。また、2006年シーズンのJリーグ（ディビジョン2）において、横浜FCの菅野孝憲は年間防御率0.67を記録したが、これは驚異的な記録である。
- NHLのトップクラスのGKの防御率は2前後。
- NLL（National Lacrosse League、全米ラクロスリーグ）のトップクラスのGKの防御率は10前後。
- NCAAにおける水球のトップクラスのGKの防御率は3から5程度。

## その他
日本語では、野球の投手の防御率とサッカー等のゴールキーパーの防御率は同じ「防御率」という言葉で表されるが、英語では前者はEarned Run Average (ERA)、後者はGoals Agaginst Average (GAA)という別の言葉になっている。
なお、GKの成績を評価する数値としては、他にセーブ率（(止めたシュート数)÷(被シュート数)）がある。GKの実力を評価するのに防御率とセーブ率のどちらを重視するかは競技や考え方によって異なる。一般的に、サッカーではディフェンスに指示を与えてシュートを打たせないようにするのもGKの仕事の一つという考え方から防御率が重視され、アイスホッケーではシュートを打たれてからがGKの仕事ということでセーブ率が重視されることが多い。